# Кастелло-ди-Брианца
Кастелло-ди-Брианца (итал. Castello di Brianza) — коммуна в Италии, располагается в регионе Ломбардия, подчиняется административному центру Лекко.
Население составляет 2200 человек, плотность населения составляет 733 чел./км². Занимает площадь 3 км². Почтовый индекс — 22040. Телефонный код — 039.
Покровителем коммуны почитается святой мученик святой Лаврентий, празднование 10 августа.